# Pattinaggio di figura ai II Giochi olimpici giovanili invernali
Le gare di pattinaggio di figura dei II Giochi olimpici giovanili invernali si sono svolte al palazzetto del ghiaccio di Hamar dal 13 al 20 febbraio 2016.

## Podi
| Evento               | Oro                                                                                                   | Punteggio | Argento                                                                                          | Punteggio | Bronzo                                                                                              | Punteggio |
| Singolo maschile     | Sōta Yamamoto                                                                                         | 215,52    | Deniss Vasiļjevs                                                                                 | 214,43    | Dmitri Aliev                                                                                        | 209,77    |
| Singolo femminile    | Polina Tsurskaya                                                                                      | 186,04    | Maria Sotskova                                                                                   | 169,50    | Elizabet Tursynbaeva                                                                                | 167,88    |
| Coppie               | Russia Ekaterina Borisova Dmitry Sopot                                                                | 168,66    | Rep. Ceca Anna Duskova Martin Bidar                                                              | 166,13    | Russia Alina Ustimkina Nikita Volodin                                                               | 152,77    |
| Danza sul ghiaccio   | Russia Anastasia Shpilevaya Grigory Smirnov                                                           | 141,88    | Stati Uniti Chloe Lewis Logan Bye                                                                | 136,37    | Russia Anastasia Skoptcova Kirill Aleshin                                                           | 134,62    |
| Gara a squadre miste | Team Desire Dmitri Aliev Li Xiangning Sarah Rose Joseph Goodpaster Anastasia Skoptcova Kirill Aleshin | 23        | Team Future Ivan Shmuratko Diāna Ņikitina Anna Duskova Martin Bidar Julia Wagret Mathieu Couyras | 20        | Team Discovery Deniss Vasiļjevs Fruzsina Medgyesi Gao Yumeng Li Bowen Marjorie Lajoie Zachary Lagha | 18        |